# Koninkrijk Thüringen
Het koninkrijk Thüringen (Latijn: Thuringia) was rond het jaar 400 gesticht door de West-Germaanse stam der Thüringers (Latijn: Thuringi, T(h)ueringi, Thoringi of Doringi) dat zich uitstrekte tussen het Thüringerwoud, de middenloop van de Elbe en de Moldau, en in het zuiden tot bijna aan de Donau.

## Uitbreiding en tijdelijke onderwerping
Na de ineenstorting van het rijk van de Hunnen na 454 begonnen de Thüringers o.l.v. koning Bisinus hun gebied in zuidelijke en westelijke richting uit te breiden, tot in het gebied dat de Franken hun betwistten. Rond 491 werden zij door de Frankische koning Clovis verslagen en aan zijn heerschappij onderworpen. Deze overheersing was niet blijvend, want na de dood van Clovis werden de Thüringers door drie koninklijke broeders bestuurd, de zonen van Bisinus: Baderik, Herminafried en Berthachar.

## Broederstrijd
De drie koningen raakten met elkaar in gevecht om de alleenheerschappij over Thüringen. Herminafried doodde Berthachar in een gevecht; vervolgens stelde hij aan Theuderik I van Austrasië (een deel van het Frankische Rijk) voor om Thüringen onderling te verdelen, als hij hem hielp om Baderik uit de weg te ruimen. Theuderik stemde ermee in en samen versloegen en doodden zij Baderik in 529, maar Herminafried brak zijn belofte en nam heel Thüringen voor zichzelf. Dit maakte Theuderik wraakzuchtig en met zijn broer Chlotarius I trok hij ten strijde.

## Val
Het rijk der Thüringers werd in 531 opnieuw veroverd door de Franken; mogelijk werden zij hierbij geholpen door de Saksen, maar dit is omstreden. In de Slag aan de Unstrut leed Herminafried een nederlaag en hij vluchtte; later werd hij in Zülpich in de val gelokt en van de stadmuur gegooid.
Ditmaal was de onderwerping van Thüringen blijvend. Het verloor zijn koningshuis, dat door vlucht, verbanning en moord tenonder ging. Het gebied ten noorden van de Harz kwam aan de Saksen, ten zuiden aan de Franken; het land ten oosten van de Saale konden de Franken niet behouden en werd door Slaven bezet.

## Frankische overheersing
De Thüringers moesten voortaan elk jaar een schatting van 500 zwijnen betalen aan het Frankische hof; deze verplichting wordt in de Duitse geschiedschrijving de Schweinezins genoemd.
Rond 620 werd het Merovingische hertogdom Thüringen opgezet, dat nog bleef bestaan tot ver in de zevende eeuw.

## Koningen
Hier volgt een lijst van overgeleverde Thüringse koningen.

- c.450–c.500 Bisinus (werd opgevolgd door zijn drie zonen Baderik, Berthachar en Herminafried)
- c.500–c.529 Berthachar (door Herminafried gedood in gevecht)
- c.500–c.529 Baderik (door Herminafried en Theuderik I verslagen en gedood)
- c.500–531(4) Herminafried (door de Franken vermoord)